# 上毛町コミュニティバス
上毛町コミュニティバス（こうげまちコミュニティバス）は、福岡県築上郡上毛町が上毛町及び大分県中津市の一部で運行しているコミュニティバスである。

## 概要
- 運賃は無料。
- 日曜・祝日及び年末年始6日間は運休。

## 路線
2017年4月現在、4路線を運行している。
西友枝線
- 大入橋 - 金代バス停 - 西友枝バス停 -（松尾）- 大平支所
- 大平支所 - 大平楽玄関前 - イオンモール三光
  - 月曜・水曜・金曜のみ運行。大入橋～大平支所間4往復（うち1.5往復が松尾経由）、大平支所～イオンモール三光間4往復。

東上線
- 岩屋 - 三田バス停 - 東上バス停 -（有田集会所 - 森）- 宮本バス停 - 大平支所
- 大平支所 - 大平楽玄関前 - イオンモール三光
  - 火曜・木曜・土曜のみ運行。岩屋～大平支所間4往復（うち2往復が有田・森経由）、大平支所～イオンモール三光間4往復。

唐原線
- げんきの杜玄関前 - 上毛町役場 - 下唐原公民館前 - イオンモール三光 - 唐原コミュニティセンター - 百留バス停 - 原井 - 有野集会所
  - 月曜・水曜・金曜のみ運行。げんきの杜～有野間3往復、げんきの杜～イオンモール三光間1往復。

新吉富線
- 上毛町役場 - げんきの杜玄関前 - 安雲貴富観音前 - 尻高バス停 - 両川 - 尻高バス停 - 成恒公民館前 - 中村公民館前 - げんきの杜玄関前 - 上毛町役場
- 上毛町役場 - 下唐原公民館前 - イオンモール三光
  - 火曜・木曜・土曜のみ運行。安雲貴富観音先回り便が2本（うち1本はげんきの杜始発）、中村公民館先回り便が3本、上毛町役場～イオンモール三光間3往復。